# سیلویا اندرسون
سیلویا بئاتریس اندرسون (انگلیسی: Sylvia Beatrice Anderson؛ ۲۵ مارس ۱۹۲۷ – ۱۵ مارس ۲۰۱۶) تهیه‌کننده تلویزیونی، تهیه‌کننده فیلم، نویسنده، و صداپیشه اهل بریتانیا بود. وی بین سال‌های ۱۹۵۷ تا ۲۰۱۵ میلادی فعالیت می‌کرد.